# Jacopo Valentini
Jacopo Valentini (Fano, 6 maggio 1986) è un ex cestista italiano.

## Carriera
Ha giocato in Serie A con la Victoria Libertas Pesaro. È una guardia/ala che preferisce il gioco interno, ma che ha mano dolce nel tiro dall'arco. Fa della difesa la sua arma migliore, aiutato dal fisico, può difendere su giocatori in ruoli diversi.Finisce la carriera nel 2018.